# Dokanj
Dokanj (en cyrillique : Докањ) est un village de Bosnie-Herzégovine. Il est situé sur le territoire de la ville de Tuzla, dans le canton de Tuzla et dans la fédération de Bosnie-et-Herzégovine. Selon les premiers résultats du recensement bosnien de 2013, il compte 1 231 habitants.

## Géographie
Le village est situé dans les faubourgs nord de Tuzla.

## Démographie

### Évolution historique de la population dans la localité
| 1948 | 1953 | 1961  | 1971  | 1981  | 1991  | 2013  |
| ---- | ---- | ----- | ----- | ----- | ----- | ----- |
| -    | -    | 1 142 | 1 202 | 1 081 | 1 827 | 1 231 |

|  |

### Communautés locales
En 1991, la communauté locale de Dokanj comptait 2 724 habitants, qui se répartissaient de la manière suivante :